# Oratorium (Salezjanie)

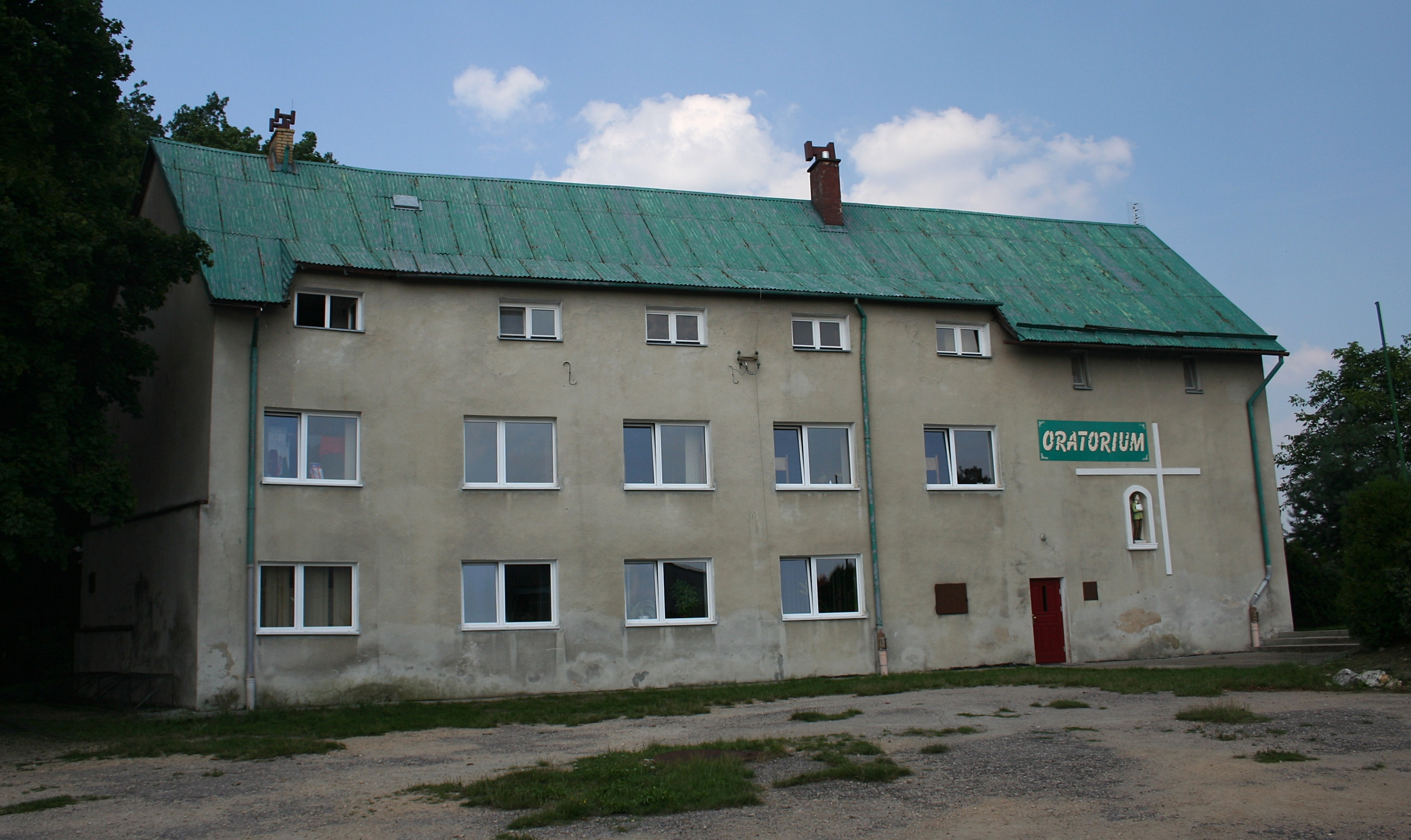
Oratorium w miejscowości Kopiec na terenie gminy Kłobuck

Oratorium salezjańskie – dzieło prowadzone przez salezjanów; miejsce nauki, zabawy, modlitwy i pracy dla młodzieży. Pierwsze oratorium zostało założone przez św. Jana Bosko na Valdocco w Turynie. Tam ksiądz Bosko zgromadził trudną oraz biedną młodzież z ulic Turynu – dał im zajęcie, dach nad głową, możliwość nauki i zdobycia zawodu oraz wzrostu duchowego.
Według ks. Bosko, atmosfera oratorium powinna bazować na czterech elementach:
- dom – w oratorium młodzież powinna czuć się swobodnie, nawiązywać przyjaźnie, czuć, że jest otoczona opieką i ciepłem
- szkoła – oratorium daje możliwość poszerzenia wiedzy i otrzymania bezinteresownej pomocy w nauce; umożliwia rozwijanie swoich zdolności
- kościół – młodzież musi mieć możliwość rozwoju swojej duchowości oraz przyjaźni z Jezusem; w tym celu gromadzi się na zajęciach biblijnych lub kołach modlitewnych
- boisko – oratorium jest też miejscem zabawy i aktywnego wypoczynku; boisko to istotne dla młodzieży miejsce, w którym mogą zapomnieć o codziennych troskach i oddać się wspólnym grom i zabawom